# 科伊瓦島

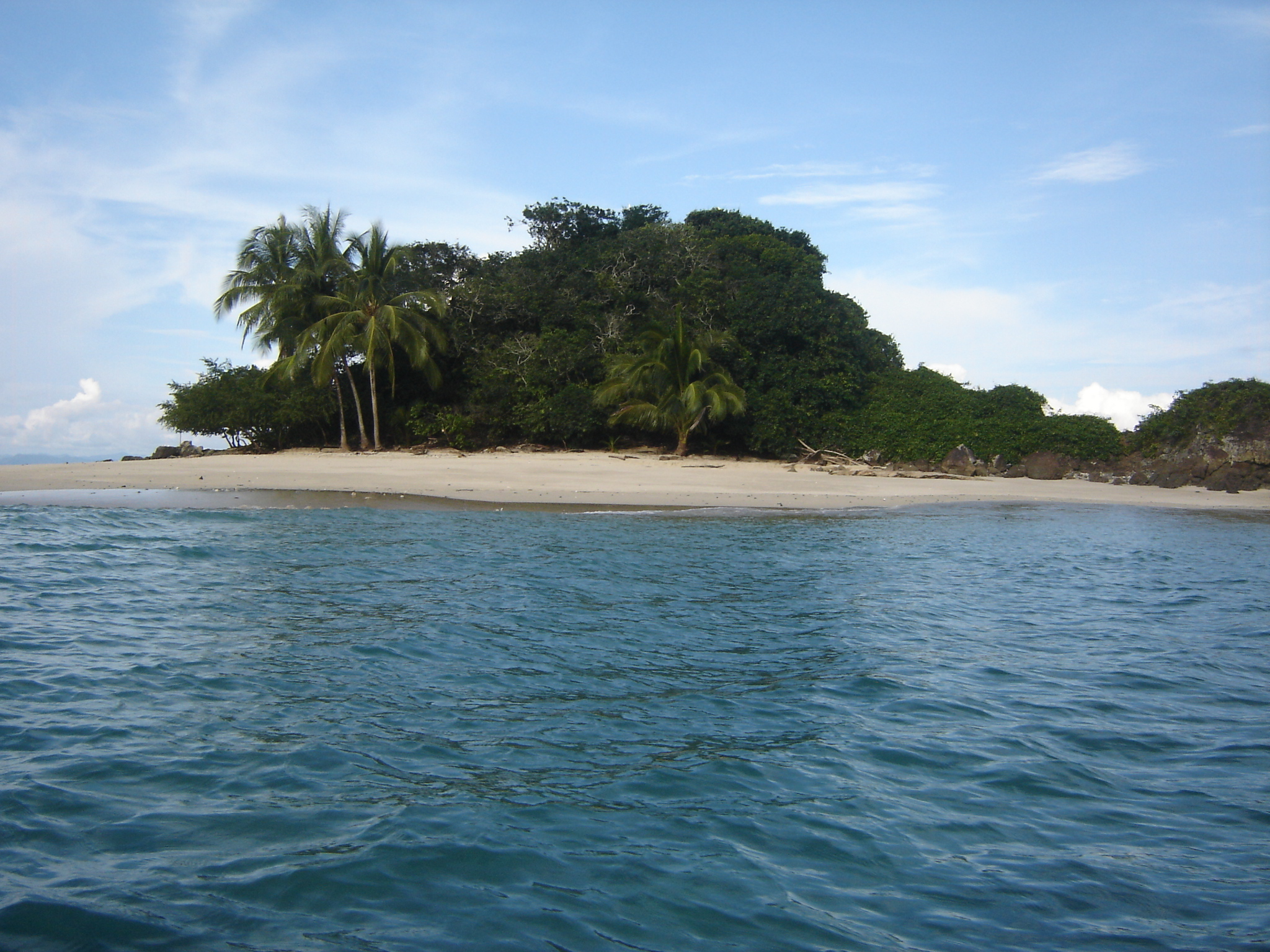

科伊瓦島（西班牙語：Coiba，西班牙語發音：[ˈkojβa]）是中美洲巴拿馬貝拉瓜斯省的島嶼，位於太平洋海岸，面積503平方公里，該島在1992年成為國家公園，其後在2005年7月被聯合國教科文組織列入世界遺產名錄。

## 历史
科伊瓦岛大约在12,000到18,000年前和巴拿马大陆地区分离。由于这是一个新形成的孤立岛屿，经过几千年的发展演变，岛上的动植物对比大陆上的物种在外表和习性上有很大不同。岛上有许多特有物种，例如科岛吼猴。
岛屿和附近海域在1992年建立国家公园加以保护，在2005年列入世界遗产名录。

## 保护
1992年，建立科伊瓦国家公园。2004年，原有监狱搬迁，没有了人类的开发和消耗，岛屿成为理想的保护地区。
2005年6月，科伊瓦岛及其附近海域列入世界遗产名录，登陆面积430,825 ha，其中包括国家公园270,125 ha，海洋保护区160,700 ha。该世界遗产被认为满足世界遺產登錄基準中的以下基準而予以登錄：
- （ix）在陆上、淡水、沿海及海洋生态系统及动植物群的演化与发展上，代表持续进行中的生态学及生物学过程的显著例子。
- （x）拥有最重要及显著的多元性生物自然生态栖息地，包含从保育或科学的角度来看，符合普世价值的濒临绝种动物种。